# Блізанув
Блізанув (пол. Blizanów) — село в Польщі, у гміні Блізанув Каліського повіту Великопольського воєводства.
Населення — 426 осіб (2011).

## Демографія
Демографічна структура станом на 31 березня 2011 року:
|          | Загалом | Допрацездатний вік | Працездатний вік | Постпрацездатний вік |
| -------- | ------- | ------------------ | ---------------- | -------------------- |
| Чоловіки | 189     | 45                 | 124              | 20                   |
| Жінки    | 237     | 44                 | 137              | 56                   |
| Разом    | 426     | 89                 | 261              | 76                   |